# Belle Silveira
Belle Silveira, também conhecida como Belle Silveira Gorski e Belle Silveira Bradford, (1877–1930) foi uma artista americana. O seu trabalho está incluído nas colecções do Museu Smithsoniano de Arte Americana, do Metropolitan Museum of Art, do Art Institute of Chicago e da Galeria Nacional de Arte de Washington.